# Vareilles (Saône-et-Loire)
Vareilles é uma comuna francesa na região administrativa de Borgonha-Franco-Condado, no departamento Saône-et-Loire. Estende-se por uma área de 8,71 km². Em 2010 a comuna tinha 275 habitantes (densidade: 31,6 hab./km²).